# مقاطعة هانكوك (مين)
مقاطعة هانكوك هي مقاطعة في مين، بلغ عدد سكانها 54٬418  نسمة، في 2010، عاصمتها إلسورث، تبلغ مساحتها 6٬089 كيلومتر مربع.

## الموقع
تشترك في الحدود مع:
- مقاطعة بينوبسكوت
- مقاطعة واشنطن
- مقاطعة والدو (مين).

## التقسيمات الإدارية
- Amherst, Maine [الإنجليزية]‏
- Aurora, Maine [الإنجليزية]‏
- بار هربور
- Blue Hill, Maine [الإنجليزية]‏
- Brooklin, Maine [الإنجليزية]‏
- Brooksville, Maine [الإنجليزية]‏
- بوكسبورت
- كاستين
- Central Hancock, Maine [الإنجليزية]‏
- كرانبيري
- ديدهام
- دير أيسل
- إيستبروك
- East Hancock, Maine [الإنجليزية]‏
- إلسورث
- فرانكلين
- فرنتشبورو
- غولدسبورو
- غريت بوند
- هانكوك
- لاموين
- ماريافيل
- Marshall Island, Maine [الإنجليزية]‏
- مونت ديسرت
- Northwest Hancock, Maine [الإنجليزية]‏
- أورلاند
- أوسبورن
- أوتيس
- بينوبسكوت
- Sedgwick, Maine [الإنجليزية]‏
- Sorrento, Maine [الإنجليزية]‏
- Southwest Harbor, Maine [الإنجليزية]‏
- Stonington, Maine [الإنجليزية]‏
- Sullivan, Maine [الإنجليزية]‏
- Surry, Maine [الإنجليزية]‏
- Swan's Island, Maine [الإنجليزية]‏
- Tremont, Maine [الإنجليزية]‏
- Trenton, Maine [الإنجليزية]‏
- Verona Island, Maine [الإنجليزية]‏
- Waltham, Maine [الإنجليزية]‏
- Winter Harbor, Maine [الإنجليزية]‏.

## أعلام
- إستر رالستون